# Ceylonnäshornsfågel
Ceylonnäshornsfågel (Ocyceros gingalensis) är en fågel i familjen näshornsfåglar inom ordningen härfåglar och näshornsfåglar. Den förekommer endast på Sri Lanka i fuktiga lövskogar. Beståndet anses vara livskraftigt.

## Utseende

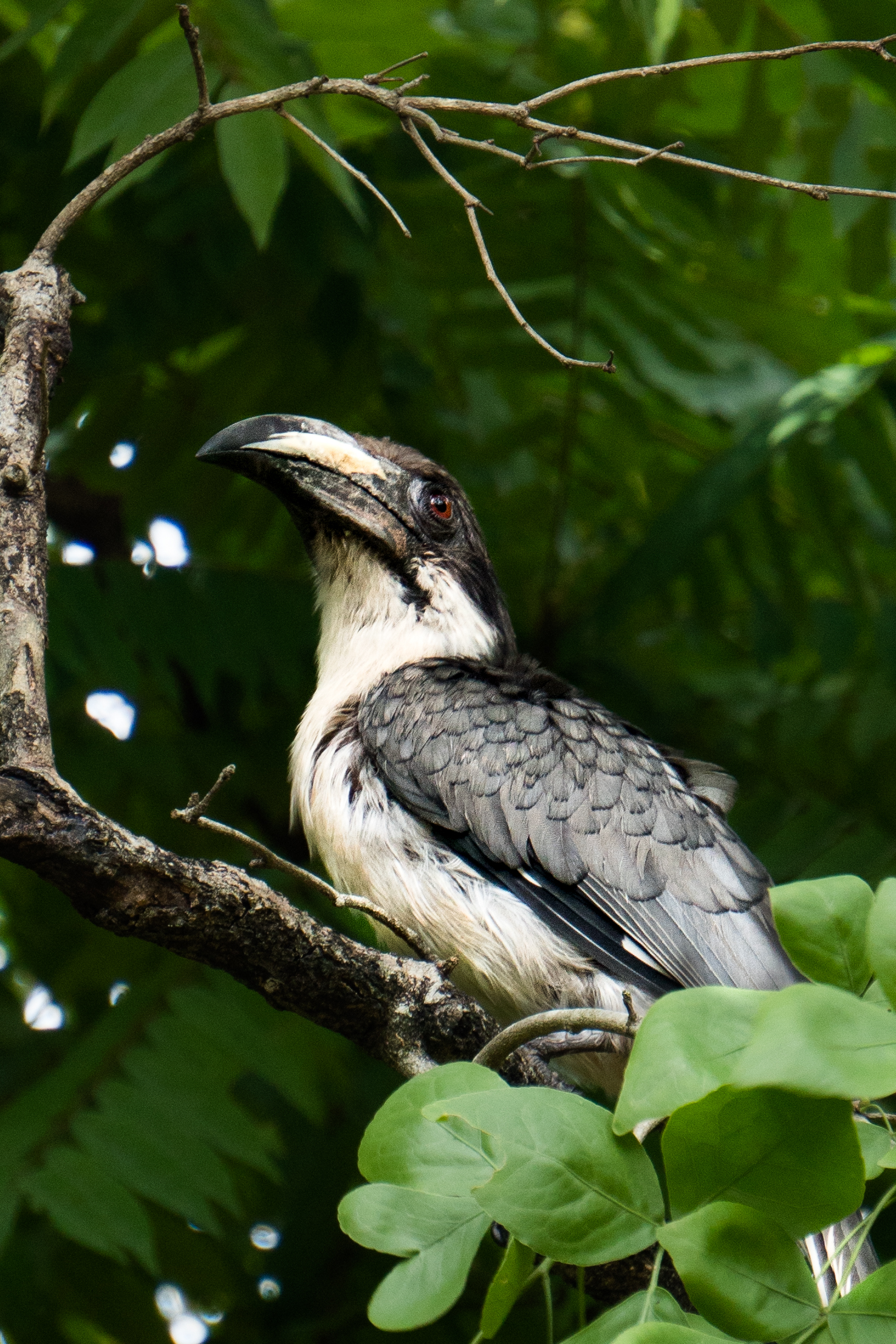

Ceylonnäshornsfågeln är en liten (45 cm) och grå näshornsfågel med tunt streckat huvud och vita spetsar på handpennor och stjärt. Den vita undersidan kontrasterar med gå ovansida. Jämfört med ghatsnäshornsfågeln saknar den ögonbrynsstreck och har brunaktig hjässa, ej grå. Hanen har gräddvit näbb med en svart fläck vid näbbroten, medan honans näbb är svart med en gräddvit strimma utmed tuggytan.

## Läte
Lätet består av en serie trogonliknande kluckande ljud som gradvis accelererar och bryter ut i ett rätt hest skratt.

## Utbredning och systematik
Fågeln förekommer enbart på Sri Lanka. Den behandlas som monotypisk, det vill säga att den inte delas in i några underarter.

## Levnadssätt
Ceylonnäshornsfågeln hittas i låglänta fuktiga skogar, men även i jordbruksmarker och i mer höglänta områden. Arten häckar i träd, vanligen i Manilkara hexandra och Azadirachta indica, mellan mars och juni. Liksom många andra näshornsfåglar murar hanen delvis in honan i boet och hämtar mat åt henne och ungarna.En studie visar att hanen i början av dagen huvudsakligen kommer med fikon, senare under dagen mestadels föda från djurriket. Honan lägger ett till tre ägg och lämnar boet först efter 76 +/- fem dagar.

## Status och hot
Arten har ett stort utbredningsområde och det finns inga tecken på vare sig några substantiella hot eller att populationen minskar. Utifrån dessa kriterier kategoriserar IUCN arten som livskraftig (LC).

## I kulturen
Fågeln finns på tiorupiefrimärken från Sri Lanka

## Namn
Ceylonnäshornsfågelns vetenskapliga artnamn gingalensis kommer av det franska namnet Singala för Ceylon. På svenska har den även kallats ceylontoko men blev tilldelad nytt namn av BirdLife Sverige för att skilja den från de ej besläktade afrikanska tokorna i släktena Lophoceros och Tockus